# Cephalopholis sonnerati
Cephalopholis sonnerati е вид бодлоперка от семейство Serranidae. Видът не е застрашен от изчезване.

## Разпространение и местообитание
Разпространен е в Австралия, Американска Самоа, Британска индоокеанска територия, Вануату, Виетнам, Йемен, Индия, Индонезия, Кения, Кирибати, Китай, Коморски острови, Мавриций, Мадагаскар, Майот, Малайзия, Малдиви, Малки далечни острови на САЩ, Маршалови острови, Мианмар, Микронезия, Мозамбик, Науру, Ниуе, Нова Каледония, Оман, Остров Рождество, Острови Кук, Палау, Папуа Нова Гвинея, Провинции в КНР, Реюнион, Самоа, Северни Мариански острови, Сейшели, Соломонови острови, Сомалия, Тайван, Тайланд, Танзания, Токелау, Тонга, Тувалу, Уолис и Футуна, Фиджи, Филипини, Шри Ланка, Южна Африка и Япония.
Обитава крайбрежията на океани, морета, заливи, лагуни и рифове. Среща се на дълбочина от 10 до 100 m, при температура на водата от 24,5 до 28,3 °C и соленост 34,4 – 35,3 ‰.

## Описание
На дължина достигат до 57 cm.
Популацията на вида е стабилна.